# University Place (Washington)
University Place es una ciudad ubicada en el condado de Pierce en el estado estadounidense de Washington. En el año 2000 tenía una población de 30.685 habitantes y una densidad poblacional de 1.378,0 personas por km².

## Geografía
University Place se encuentra ubicada en las coordenadas 47°13′10″N 122°32′30″O / 47.21944, -122.54167.

## Demografía
Según la Oficina del Censo en 2000 los ingresos medios por hogar en la localidad eran de $50.287, y los ingresos medios por familia eran $60.401. Los hombres tenían unos ingresos medios de $42.452 frente a los $30.045 para las mujeres. La renta per cápita para la localidad era de $25.544. Alrededor del 7,3% de la población estaban por debajo del umbral de pobreza.